# O Xangô de Baker Street (filme)
O Xangô de Baker Street é um filme luso-brasileiro de comédia e mistério de 2001, dirigido por Miguel Faria Jr., baseado no livro homônimo de Jô Soares. O filme foi anunciado pela primeira vez em 1996, mas as filmagens só começaram em setembro de 1998 no Porto, em Portugal, durando até 1999. O lançamento do filme ocorreu em 27 de setembro de 2001, no Festival do Rio, e a estreia do filme nos cinemas brasileiros e portugueses ocorreu em 19 de outubro do mesmo ano.

## Elenco
- Joaquim de Almeida .... Sherlock Holmes
- Anthony O'Donnell .... Dr. Watson
- Maria de Medeiros .... Sarah Bernhardt
- Marco Nanini .... delegado Mello Pimenta
- Cláudia Abreu .... baronesa Maria Luíza
- Malu Galli .... Chiquinha Gonzaga
- Thalma de Freitas .... Ana Candelária
- Jô Soares .... desembargador Coelho Bastos
- Cláudio Marzo .... Pedro II do Brasil
- Letícia Sabatella .... Esperidiana
- Martha Overbeck .... Teresa Cristina de Bourbon-Duas Sicílias
- Emiliano Queiroz .... Saraiva
- Maria Ribeiro .... Glória
- Camilo Bevilacqua....Giacomo
- Marcello Antony .... Marquês de Salles
- Caco Ciocler .... Miguel
- Antônio Pedro .... Olegário
- Christine Fernandes .... Albertina
- Zilda Pereira .... Xica

## Prêmios e Indicações
O filme foi indicado a 26 prêmios, dos quais venceu 9.
| Ano  | Prêmio                             | Categoria                               | Pessoas Indicadas                               | Resultado | Ref.  |
| ---- | ---------------------------------- | --------------------------------------- | ----------------------------------------------- | --------- | ----- |
| 2002 | Prêmio ABC de Cinematografia       | Melhor Direção de Arte (Longa-Metragem) | Marcos Flaksman                                 | Venceu    |       |
| 2002 | Prêmio ABC de Cinematografia       | Melhor Som (Longa-Metragem)             | Jorge Saldanha, Miriam Biderman e Reilly Steele | Venceu    |       |
| 2002 | Prêmio ABC de Cinematografia       | Melhor Fotografia de Longa-metragem     | Lauro Escorel                                   | Indicado  |       |
| 2002 | Grande Prêmio do Cinema Brasileiro | Melhor Direção de Arte                  | Marcos Flaksman                                 | Venceu    | [ 7 ] |
| 2002 | Grande Prêmio do Cinema Brasileiro | Melhor Som                              | Jorge Saldanha                                  | Venceu    | [ 7 ] |
| 2002 | Grande Prêmio do Cinema Brasileiro | Melhor Edição de Som                    | Miriam Biderman                                 | Venceu    | [ 7 ] |
| 2002 | Grande Prêmio do Cinema Brasileiro | Melhor Filme                            |                                                 | Indicado  | [ 8 ] |
| 2002 | Grande Prêmio do Cinema Brasileiro | Melhor Diretor                          | Miguel Faria Jr.                                | Indicado  | [ 8 ] |
| 2002 | Grande Prêmio do Cinema Brasileiro | Melhor Ator                             | Joaquim de Almeida                              | Indicado  | [ 8 ] |
| 2002 | Grande Prêmio do Cinema Brasileiro | Melhor Ator Coadjuvante                 | Marco Nanini                                    | Indicado  | [ 8 ] |
| 2002 | Grande Prêmio do Cinema Brasileiro | Melhor Atriz Coadjuvante                | Cláudia Abreu                                   | Indicado  | [ 8 ] |
| 2002 | Grande Prêmio do Cinema Brasileiro | Melhor Roteiro                          | Patrícia Melo e Miguel Faria Jr.                | Indicado  | [ 8 ] |
| 2002 | Grande Prêmio do Cinema Brasileiro | Melhor Fotografia                       | Lauro Escorel                                   | Indicado  | [ 8 ] |
| 2002 | Grande Prêmio do Cinema Brasileiro | Melhor Montagem                         | Diana Vasconcellos                              | Indicado  | [ 8 ] |
| 2002 | Grande Prêmio do Cinema Brasileiro | Melhor Trilha Sonora                    | Edu Lobo                                        | Indicado  | [ 8 ] |
| 2002 | Prêmios Globo de Ouro              | Melhor Ator                             | Joaquim de Almeida                              | Venceu    |       |
| 2002 | Prêmio Guarani                     | Melhor Direção de Arte                  | Marcos Flaksman                                 | Venceu    | [ 9 ] |
| 2002 | Prêmio Guarani                     | Melhor Figurino                         | Marilia Carneiro e Karla Monteiro               | Venceu    | [ 9 ] |
| 2002 | Prêmio Guarani                     | Melhor Ator Coadjuvante                 | Marco Nanini                                    | Indicado  | [ 9 ] |
| 2002 | Prêmio Guarani                     | Melhor Edição                           | Diana Vasconcellos                              | Indicado  | [ 9 ] |
| 2002 | Prêmio Guarani                     | Melhor Cinematografia                   | Lauro Escorel                                   | Indicado  | [ 9 ] |
| 2002 | Prêmio Guarani                     | Melhor Som                              | Reilly Steele                                   | Indicado  | [ 9 ] |
| 2002 | Prêmio Guarani                     | Melhor Maquiagem                        | Lesley Smith                                    | Indicado  | [ 9 ] |